# 大里巴利西克
46°4′34″N 29°50′37″E / 46.07611°N 29.84361°E
大里巴利斯凱（烏克蘭語：Великорибальське）是位於烏克蘭西南部的村莊，由敖德萨州裡比爾霍羅德-德涅斯特羅夫斯基區的普拉赫蒂伊夫卡市鎮負責管轄。該村始建於1947年，面積0.14平方公里，海拔高度42米，2001年人口458，人口密度每平方公里3,271.43人。